# Colin Low
Colin Archibald Low (* 24. Juli 1926 in Cardston, Alberta; † 24. Februar 2016 in Montreal, Québec) war ein kanadischer Filmregisseur, Filmproduzent und Animator.

## Leben
Colin Low wuchs auf einer Ranch in West-Kanada auf und studierte Bildende Künste an der Banff School of Fine Arts und am Calgary Institute of Technology. Er kam 1945 über ein Summer-School-Programm zum National Film Board of Canada, das zu der Zeit von Norman McLaren geleitet wurde. Am NFB war er zunächst als Grafiker für die Zeichnung von Filmtiteln zuständig. Er ging 1948 für kurze Zeit zum Studium nach Schweden, kehrte aber 1949 nach Kanada zurück. Low wurde Filmregisseur sowie 1950 Leiter der Animationsabteilung der Unit B des NFB, die wiederum von Tom Daly geleitet wurde. Die Unit B galt „als weltbekannte Quelle innovativer Filme, die inzwischen Klassiker des Dokumentarfilms geworden sind“. Zu den internationalen Erfolgen der Unit B zählte auch Lows eigener Animationsfilm The Romance of Transportation in Canada, der eine Oscarnominierung erhielt und eine Goldene Palme gewann. Im Jahr 1957 drehte Low mit Wolf Koenig seinen ersten Dokumentarfilm Corral (1954); 1957 folgte mit City of Gold ein Dokumentarfilm, der wie zuvor The Romance of Transportation in Canada eine Goldene Palme gewann und für einen Oscar nominiert wurde. Ab 1964 arbeitete Low als Ko-Regisseur am experimentellen Multi-Leinwand-Film Labyrinth, der auf der Expo 67 für Furore sorgte und später als In the Labyrinth auch in Teilen für das Fernsehen aufgearbeitet wurde. In der Folge stieg das weltweite Interesse an Großleinwandformaten; Labyrinth gilt als Wegweiser für die Entwicklung von IMAX und OMNIMAX (später IMAX Dome).
Low wurde 1972 Ausführender Produzent der Studios C des NFB und betreute bis 1976 über 100 Dokumentarfilme. Ab 1976 war er Leiter von Regional Production, dem fünf Produktionsfirmen in verschiedenen Regionen Kanadas unterstanden.
Low zeigte stets ein großes Interesse an neuen Filmtechnologien und sah eigene Filme auch als Möglichkeit zu experimentieren. Im Jahr 1980 entstand mit Atmos sein erster Film im Großbildformat OMNIMAXX. Zudem war er am ersten 3D-Film Born of Stars (1985) beteiligt, war Regisseur des ersten IMAX-3D-Films Transitions (1986), der auf der Expo 86 in Vancouver lief, und führte beim ersten IMAX-HD-Film Momentum (1992) Regie. Kritiker würdigten ihn als „unermüdlichen Technologie-Neuerer und einen der wahren Visionäre des kanadischen Dokumentarfilms.“ Für seine Verdienste um die Entwicklung von IMAX und des Großleinwandkinos wurde Low 2002 von der Large Format Cinema Association (LFCA) mit einem Lifetime Achievement Award ausgezeichnet. Low wurde 1996 für „seine außergewöhnlichen Beiträge zum Kino in Kanada und in der ganzen Welt“ zum Mitglied des Order of Canada ernannt. Im Jahr 1997 erhielt er für sein filmisches Lebenswerk den Prix Albert-Tessier. Er war zudem Mitglied der Royal Canadian Academy.
Low zog sich offiziell 1997 vom Filmgeschäft zurück, trat jedoch weiterhin als Filmproduzent in Erscheinung und veröffentlichte Artikel zu Neuerungen im Bereich der Filmtechnik. Lows Sohn Stephen Low ist ebenfalls als Filmproduzent aktiv.

## Filmografie (Auswahl)
- 1948: The Fight: Science Against Cancer
- 1953: The Romance of Transportation in Canada
- 1954: Corral
- 1957: City of Gold
- 1958: The Living Stone
- 1960: Circle of the Sun
- 1960: Der Himmel über uns (Universe)
- 1961: The Days of Whiskey Gap
- 1961: Very Nice, Very Nice
- 1962: My Financial Career
- 1964: The Hutterites
- 1967: Billy Crane Moves Away
- 1970: The Winds of Fogo
- 1976: Blackwood (Kurz-Dokumentation)
- 1979: Atmos
- 1985: Born of Stars
- 1985: Urgence
- 1989: The First Emperor of China
- 1992: Momentum
- 2000: Moving Pictures

## Auszeichnungen (Auswahl)
- 1953: Grand Prix (ab 1955 Goldene Palme) – Prix du film d’animation – court métrage, für The Romance of Transportation in Canada[10]
- 1957: Goldene Palme – Prix du documentaire – court métrage, für City of Gold[11]
- 1958: Canadian Film Award, bester Film des Jahres, für City of Gold
- 1959: Golden Mikeldi auf dem Bilbao International Festival of Documentary and Short Films für City of Gold
- 1961: Oscarnominierung, Kategorie Bester Dokumentar-Kurzfilm, für Der Himmel über uns (Universe)
- 1961: BAFTA, Bester animierter Kurzfilm, für Der Himmel über uns (Universe)
- 1961: Canadian Film Award, bester Film des Jahres, für Der Himmel über uns (Universe)
- 1964: Oscarnominierung, Kategorie Bester animierter Kurzfilm, für My Financial Career
- 1971: BAFTA-Nominierung, Bester Kurzfilm, für The Winds of Fogo